# Richard Semon
Richard Wolfgang Semon (22 de agosto de 1859; 12 de dezembro de 1918) foi um zoologista alemão e biólogo evolucionista, que acreditava na transmissão de características adquiridas, aplicáveis à evolução social.
Semon propôs um paralelismo psico-fisiológico de acordo com o qual cada estado psicológico corresponde a alterações nas células nervosas. Suas ideias de "mneme" (baseada na deusa grega Mnemosine, a musa da memória) foram desenvolvidas no início do século XX. A mneme representaria a memória de uma experiência de fora para dentro (exterior-para-o-interior). O "traço mnêmico" resultante, ou engrama, seria revivido quando um elemento semelhante a um componente do complexo original de estímulos for encontrado. O princípio mnêmico de Semon foi baseado em como os estímulos produzem uma "gravação permanente (...) escrita ou gravada em substância sensível", i.e., sobre um material celular energeticamente predisposto àquela inscrição (Semon 1921, p. 24).
Semon encontrou evidência na maneira como diferentes partes do corpo relacionam-se  involuntariamente, como "reflexos em forma de espasmos, co-movimentos, radiações sensoriais", para inferir a distribuição de "influência engráfica". Ele também utilizou recursos inventivos de fonografia, a "máquina mnêmica", para explicar a distribuição desigual e o reavivamento de engramas.

## Influência
O conceito de engrama é fundamental na metodologia desenvolvida para o estudo cultural por Aby Warburg, que via nas Pathosformeln (formas do Pathos) uma manifestação dos símbolos, para ele engramas sociais, que persistiam através dos tempos e que eram transmitidos de uma civilização para outra (particularmente nas civilizações do Ocidente).
O conceito de Richard Dawkins de uma unidade cultura para explicar a replicação cultural a qual ele chamou "meme" (Dawkins, 1976), embora auto-atribuída, mostra uma surpreendente similaridade com a ideia de Semon, aparecida meio século antes.